# Johann Jakob Walser
Johann Jakob Walser (* 16. September 1789 in Wolfhalden; † 13. Februar 1855 in Herisau; heimatberechtigt in Herisau) war ein Schweizer reformierter Theologe und Pfarrer sowie Förderer des Schulwesens aus dem Kanton Appenzell Ausserrhoden.

## Leben
Johann Jakob Walser war ein Sohn von Johann Heinrich Walser, Pfarrer, und Katharina Barbara Hohl. Im Jahr 1808 heiratete er Anna Knus, Tochter von Johann Georg Knus, Pfarrer. Eine zweite Ehe ging er mit Elisabeth Haefen, Tochter des Kaspar Hafen, ein. 
Walser besuchte die Vorbereitungsschule für Theologiestudenten seines Vaters. Nach dem Theologiestudium in Basel von 1806 bis 1807 wirkte er ab 1807 bis 1814 als Pfarrer in Reute AR und von 1814 bis 1855 in Herisau. Von 1830 bis 1853 war er Kammerer und von 1853 bis 1855 Dekan der Ausserrhoder Staatskirche. Ab 1842 bis 1850 amtierte er als Eherichter. Walser förderte das Erziehungs- und Schulwesen: So initiierte er in Herisau gegen erhebliche Widerstände um 1821 eine Schulreform, einen Schulfonds und den Bau von Schulhäusern. Die Gründung einer Lehrerbibliothek im Jahr 1824 und von Freischulen 1834 waren vor allem sein Werk. Auf kantonaler Ebene war er 1828 und 1831 Schulinspektor und gehörte der Landesschul- sowie der Kantonsschulkommission an. Er publizierte Schriften zum Erziehungswesen und über die Ortsgeschichte von Herisau sowie Predigten und Reden.